# Paraxylotoles setipennis
Paraxylotoles setipennis – gatunek chrząszcza z rodziny kózkowatych i podrodziny zgrzypikowych. Jedyny przedstawiciel rodzaju Paraxylotoles.

## Zasięg występowania
Gatunek ten występuje w Tanzanii.